# Ritornell
Ritornell är en versform som härrör från italiensk folkpoesi. Den består av tre rader, oftast femaktiga jamber. Första och sista raden rimmar. Den skiljer sig från terzinen i att stroferna inte är sammanrimmade.
Som musikterm används ordet ritornell om ett avsnitt, vanligen instrumentalt, som återkommer mer eller mindre refrängartat, t. ex. mellan sjungna verser. Termen används också om huvudtemat i rondosatser.

## Historik
Den tidigaste användningen av termen "ritornell" i musiken hänvisade till sista raderna i en 1300-talsmadrigal, som var vanligt i ett rimschema och mått som kontrasterade med resten av melodin. Forskare anser att ordet "ritornell" kommer antingen från det italienska ordet ritorno (som betyder retur), eller från tornado (som betyder vändning eller florera).
Ritornellen som en återkommande tuttipassage kan spåras tillbaka till den venetianske 1500-talskompositören Giovanni Gabriellis musik. Enligt Richard Taruskin är dessa upprepade passager "unika för concertatostilen" som Gabrielli tillskriivits utvecklingen av.
Idén med en orkesterritornell spelade en viktig roll i strukturen av opera på 1700-talet. Den vanligaste formen för en aria under barocken var da capo-formen, som i huvudsak bestod av ett A-avsnitt följt av en kontrasterande B-avsnitt, som i sin tur följdes av en återkomst av A-sektionen. Många da capo-arior kan delas in ytterligare, där ritornellsektioner ramar in varje sångarens solosektioner, och bildar systemet R-A-R-B-R-A-R.
Ritornellen var också avgörande för utvecklingen av den italienska instrumentella konserten under barocken. Giuseppe Torelli skrev många violinkonserter där snabba de avsnitten använde en återkommande ritornell mellan två utökade solopassager av helt nytt material. Denna form standardiserades av Antonio Vivaldi, som skrev hundratals konserter med hjälp av en modifiering av Torellis intrig. Vivaldis ritornellform etablerade en uppsättning konventioner som följdes av senare kompositörer under 1700-talet:
- Ritorneller för full orkester varvade med episoder för solisten eller solister.
- Öppningsritornell bestående av flera små enheter, typiskt två till fyra versmått i längd, varav vissa kan vara upprepade eller varierade. Dessa segment kan separeras från varandra eller kombineras på ett nytt sätt utan att förlora sin identitet som ritornell.
- Senare exempel på ritornell är oftast partiella, endast bestående av en eller några av enheterna, ibland omväxlande.
- Ritorneller är vägvisare till den tonala strukturen av musiken och bekräftar nycklarna som modulerar musiken. De första och sista är tonikor och åtminstone en, vanligtvis den första, är en ny nyckel och den dominerande. De andra kan vara närbesläktade nycklar.
- Dessa inslag av olika nycklar skiljer ritornell form från senare klassisk rondo, där återkommande sektionen förblir i samma tonart. Vivaldi etablerat en konvention för att använda ritornellform för snabba öppnings- och stängningspassager, med en kontrasterande långsam rörelse däremellan. Många senare barockkompositörer som Bach och Telemann följde Vivaldis modeller när de komponera sina egna konserter.

Vissa forskare hävdar att ritornellformen försvann snabbt som en allmän konstruktiv princip under de första åren av 1800-talet, på grund av Beethovens strukturella innovationer. Andra, såsom William Caplin antyder att ritornellformen inte försvann, utan förvandlades till den nya konsertformen genom införlivandet av klassiska formella funktioner, särskilt de som är förknippade med sonaten. Caplin hävdar också att konturerna av ritornellformen fanns kvar i växlingen mellan solo och tuttisektioner men inordnas inom den tonala och formella planen över sonaten.